# محاصره هوجوجیدونو

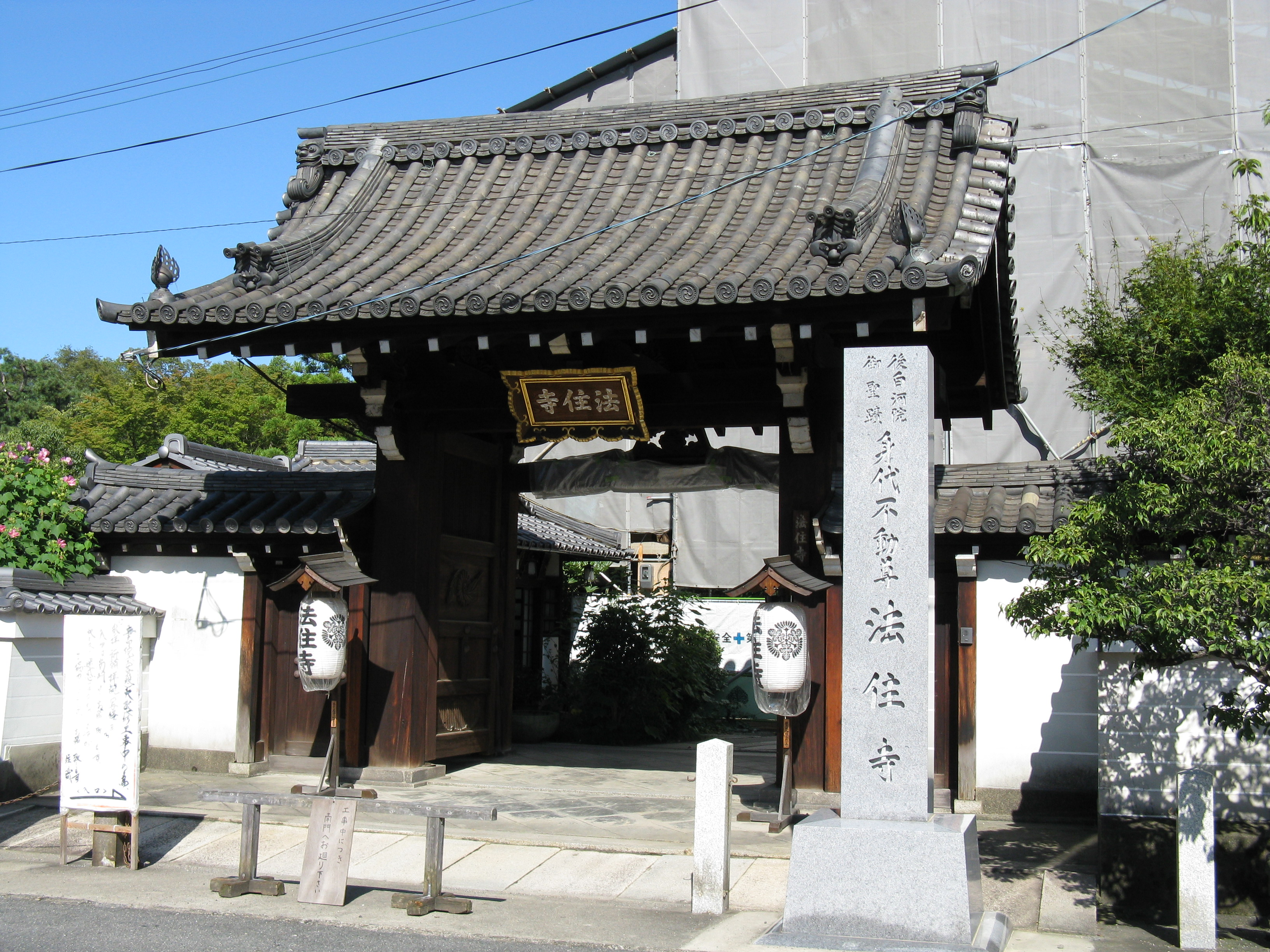
هوجوجیدونو توکیو ژاپن سال ۲۰۰۹

محاصره هوجوجیدونو (انگلیسی: Siege of Hōjūjidono) یکی از نبردهای وابسته به جنگ گنپی مابین خاندان تایرا و خاندان میناموتو بود.